# Horace Finaly
Horace Finaly (Budapest, 1871, Nova York, 1945) banquer francès, va ser director general de la Banque de Paris et des Pays-Bas, (Paribas) entre 1919 i 1937. Va imposar la seva política i la filosofia dels seus negocis mitjançant l'enorme poder de què disposava el banc que dirigia.

## Biografia
Va néixer el 30 de maig de 1871 a Budapest i va cursar els seus estudis al Lycée Condorcet. Va morir a Nova York el 19 de maig de 1945, però les seves despulles són al cementiri del Père-Lachaise, a París, no gaire lluny del lloc on va ser un dels senyors del moment.

## Referències

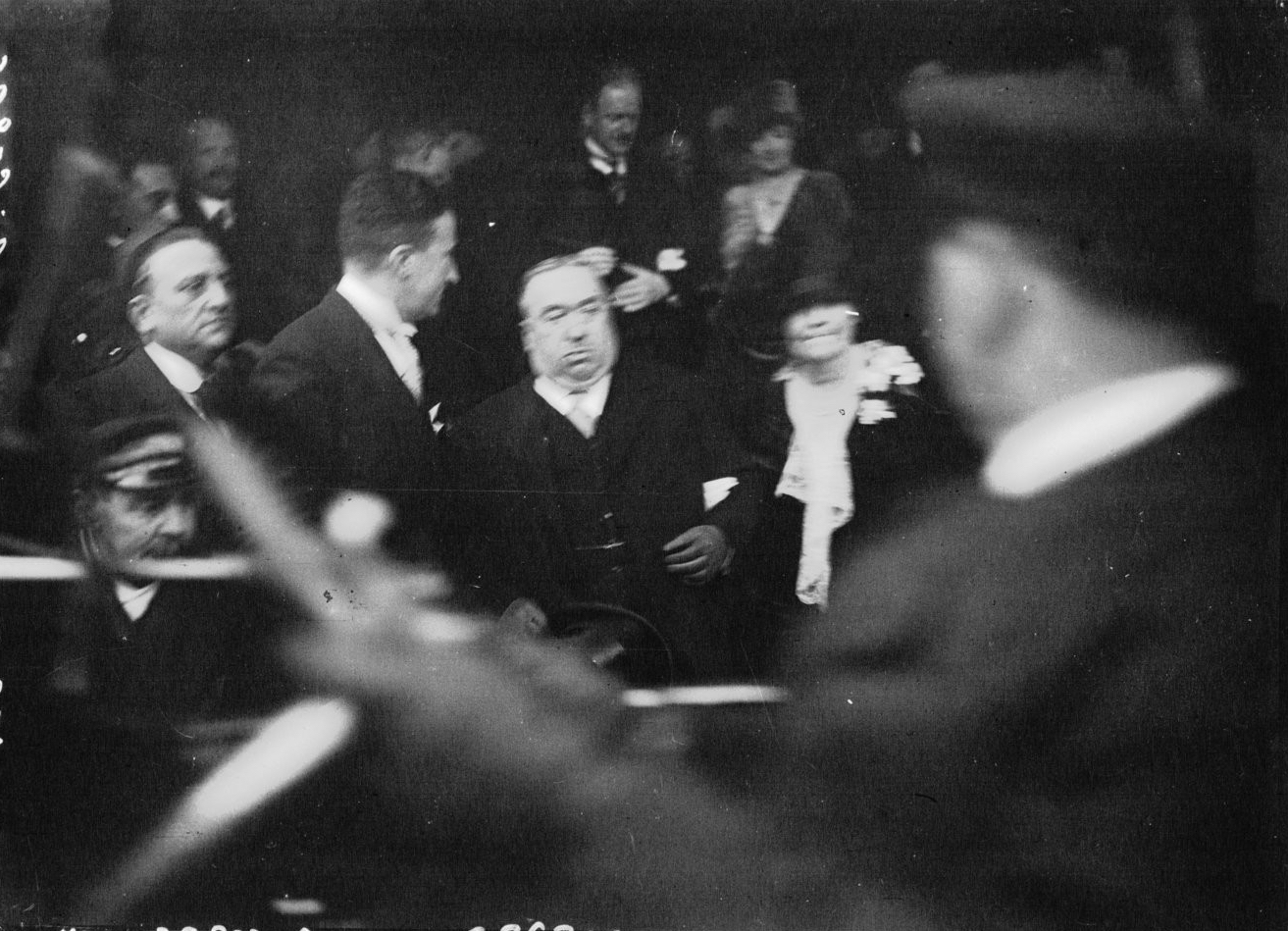
Saint Honoré d'Eylau : Horace Finaly, director de la Banque de Paris et des Pays-Bas (1926)